# Dinophora
Dinophora là chi thực vật có hoa trong họ Mua.